# Brígido Ibanhes
Brígido Ibanhes (Bela Vista, Mato Grosso do Sul, 8 de outubro de 1947) é um escritor Brasileiro, cuja vertente literária transita na fronteira entre dois países: Brasil e Paraguai. Por meio das letras é o porta-voz de contos, lendas, culturas e memórias fronteiriças de sua infância, ora no Paraguai, ora no Brasil. Literatura sul-mato-grossense de preservação do meio ambiente, dos direitos humanos e da conscientização política.

## Biografia e carreira
Filho dos brasileiros Aniceto Ibanhes e Affonsa Christaldo de Ibanhes, Brígido Ibanhes nasceu no Paraguai na cidade de Bella Vista Norte/PY, porém, foi registrado em Mato Grosso do Sul no Distrito Nunca-te-vi pertencente à Bela Vista/Brasil, local que passou a fazer parte de sua infância e onde absorveu a cultura e a língua guarani juntamente com a tradição dos seus antepassados
No Brasil, em 1956, estudou no Colégio Perpétuo Socorro, ocasião em que aprendeu a Língua Portuguesa, pois até então falava somente o Espanhol e a Língua Guarani. Depois, cursou o Seminário Redentorista em Ponta Grossa/PR, onde aprendeu diferentes idiomas: o latim, a Língua Inglesa, a  língua francesa e o grego. Foi nesse período que teve acesso às Literatura Clássica, tanto as internacionais, quanto as nacionais 
No ano de 1960 ganhou um concurso de poesia no Seminário do S.S. Redentor, em Ponta Grossa (PR), o que o impulsionou à vida literária. Anos mais tarde, publicou seu primeiro livro: "Silvino Jacques: o último dos bandoleiros", 1ª Edição em 1986. Desde então, dedicou-se à vida literária publicando diversas obras ao longo de sua existência.
Escritor regionalista que busca retratar em sua escrita literária alguns acontecimentos da história do Centro Oeste brasileiro e em suas produções literárias trata da violência e das relações na fronteira Brasil e Paraguai, bem como a convivência fronteiriça em que diferentes grupos migratórios trouxeram à linguagem comum hibridismos entre a língua portuguesa, castelhana e guarani.
Na vida literária filiou-se à União Brasileira de Escritores [UBE] em novembro de 1989 e à Associação dos Novos escritores do MS desde maio de 1991. Além de membro, foi também, um dos fundadores da Academia Douradense de Letras [ADL] em 1991, e seu primeiro presidente eleito em novembro de 1992. Posteriormente, foi eleito novamente em 2008 e, sucessivamente, reeleito em 2011. Nesta gestão, no segundo semestre de 2011, criou a ADL/Jovem., que na ocasião contou com 12 cadeiras para os novos membros que eram estudantes entre 12 a 16 anos de idade que cursavam escolas públicas e particulares.
Membro da União Brasileira de Escritores desde 1990, sua literatura foi, também, membro da Executiva do FESC - Fórum Estadual de Cultura do Mato Grosso do Sul em 2005.
Em entrevista à Thales Schmidt ao "Jornal Sputnik News", o escritor relatou que na noite de 14 de maio de 2006, sofreu um ataque a bomba incendiária que destruiu parte da sua residência causando ferimentos nele e na sua esposa. Naquele Dia das Mâes, como articulista, publicou em jornal local uma matéria em que se manifestava sobre a sua experiência como fiscal rural do Banco do Brasil, fazendo grave denúncia de esquema de corrupção, o que lhe valeu, segundo ele, perseguições e sançoes dentro da instituiçao financeira, sendo transferido para o Nordeste. De retorno ao Mato Grosso do Sul, foi eleito delegado sindical e por suas prerrogativas, se opôs à realização de horas extras não remuneradas, o que, ao final, lhe valeu a demissão. O inquérito policial do atentado,  foi arquivado, e todas essas questões foram relatadas à Comissão Interamericana de Direitos Humanos da OEA de quem passou a receber proteção.  Tendo a liberdade de expressão como bandeira de luta, bem como a busca pelos direitos humanos em prol das minorias, e,levando em conta esse atentado sofrido em 2006, o escritor foi indicado, por ofício, em janeiro de 2007, pela Federação das Academias de Letras e Artes do Mato Grosso do Sul (FALA), para o Prêmio Nobel de Literatura.
Mudou-se para Bela Vista/MS em 2005, para auxiliar sua mãe que estava idosa e doente. Na ocasião, o prefeito da cidade o nomeou para realizar a I Conferência Municipal de Cultura que aconteceu no anfiteatro do quartel. Ainda, coordenou o processo de implantação da Fundação de Cultura em Bela Vista Foi eleito, no ano de 2006,  representantes de MS para a Câmara Nacional de Artes em Literatura no Fórum Estadual de Cultura de Mato Grosso do Sul (FESC/MS). Em 2007, foi nomeado membro titular do Conselho Municipal de Cultura na representação da classe "Literatura e Jornalismo", no município de Dourados. Foi o escritor regionalista do Mato Grosso do Sul, através do livro "Silvino Jacques - o último dos bandoleiros", destacado em 2016 no Atlas das Representações Literárias de Regiões Brasileiras/IBGE que retratou o tema: "Sertões Brasileiros".

## Prêmios
- Honra ao Mérito - Placa do CEFRON [Centro Educacional da Fronteira], em Bela Vista [MS], entregue dia 23.11.1994, com os dizeres: “Personalidade belavistense que enaltece nossa cultura”[18];
- Honra ao Mérito- Placa da AAFBB [Associação dos Antigos Funcionários do Banco do Brasil], entregue em 1986, pela publicação da relevante obra “Selvino Jacques, o Último dos Bandoleiros”[18];
- Prêmio Marçal de Souza Tupã'Y (2004), pela obra “Kyvy Mirim, a lenda do pé de tarumã e do pombero”[10];
- Comenda “Medalha do Mérito Excelência e Qualidade Brasil” (2016)[19] pela Câmara Municipal de Dourados;
- Prêmio Ildefonso Ribeiro da Silva  (2021)[20] pela Câmara Municipal de Dourados.

## Livros
Dentre suas obras, destacam-se: Silvino Jacques - o último dos bandoleiros, com a primeira edição em 1986 e a oitava e última (até presente momento) em 2019 é um marco na literatura do autor. No ano da sua publicação o escritor fez o lançamento do livro sob proteção policial, vítima de ameaças de morte Nesta ocasião, o escritor foi, adotado pelo Pen Club Internacional Assim, Brígido Ibanhes está sob proteção do Pen Club, organização ligada à ONU, em cerimônia realizada no Copacabana Palace Hotel, no Rio de Janeiro (RJ).  A pendenga judicial "teve origem quando, na véspera do lançamento do livro, o autor recebeu a visita de dois homens que reivindicavam os direitos autorais, das diversas citações das Décima Gaúcha, trovas de autoria de Silvino Jacques, que Brígido havia colocado em sua obra. Depois de muita discussão, os homens, de forma velada, passaram a ameaçar o escritor” e sob proteção policial ocorreu o lançamento do livro que, em seguida, foi apreendido pela justiça e liberado para o público pelo Tribunal do Estado somente em 1992 Este livro tem sido objeto de pesquisas acadêmicas nas Universidades Estaduais e Federais de Mato Grosso do Sul (UEMS) e (UFGD), tanto nos cursos de graduação, quanto em cursos com  dissertações de Mestrado e Teses de Doutorado. A Morada do Arco-Íris – a história do maior tesouro das Américas (1993), com uma segunda edição em 2006, relata as aventuras da descoberta de suas escavações arqueológicas em Volta Grande/SC, o que provocou muita polêmica entre os estudiosos dessa área. Kyvy Mirim - a lenda do pé de tarumã e do pombero, livro infanto-juvenil que aborda a Mitologia Guarani, incluindo a criação do mundo por Tupã. Nesta publicação, na contramão das demais, não contém relatos da vida real. Chão do Apa – contos e memórias da fronteira (2010), nele, o escritor traz à tona suas memórias pessoais e "revela o viver de um fronteiriço que vai e vem, de uma margem à outra, de um país ao outro, buscando sua própria identidade. São relatos de histórias orais de seus antepassados sobre a Guerra do Paraguai e sobre os contos e lendas ditos nas rodas de tererê durante sua infância e juventude", sendo, portanto, pontos marcantes na obra. Semelhantemente à obra "Silvino Jacques: o último dos bandoleiros", esta, também, compõe o cenário de pesquisas de Trabalho de Conclusão de Curso, bem como, Dissertações de Mestrado e Teses de Doutorado nas Universidades UEMS e UFGD/MS.
Publicações
- 1986 Silvino Jacques: o último dos bandoleiros - Ed. Independente, Dourados/MS, 1ª Edição
- 1988 - Che Ru - o Pequeno Brasiguaio Ed. Independente. Campo Grande/MS;
- 1993 - A Morada do Arco-Íris – a história do maior tesouro das Américas - Ed. Independente. Chapecó/SC, 1ª Edição
- 1995 - Silvino Jacques: o último dos bandoleiros – São Paulo: Ed. Scortecci, 2ª Edição;
- 1997 - Kyvy Mirim - a lenda do pé de tarumã e do pombero - Ed. Independente, Curitiba/PR
- 1997 - Silvino Jacques: o último dos bandoleiros - Ed. UFMS, Campo Grande/MS  3ª Edição
- 2001 - Ética na Política: entre o sonho e a realidade - Ed. Independente, Dourados/MS
- 2003 - Silvino Jacques: o último dos bandoleiros - Ed. Independente, Dourados/MS 4ª Edição
- 2006 - A Morada do Arco-Íris – a história do maior tesouro das Américas - 2ª Edição
- 2007 - Marti - sem a luz do teu olhar - Ed.Independente, Dourados/MS
- 2007 - Silvino Jacques: o último dos bandoleiros - Ed. Dinâmica, Dourados/MS - 5ª Edição
- 2010 - Chão do Apa – Contos e Memórias da Fronteira - Gráfica Rosário, Dourados/MS
- 2012 - Silvino Jacques: o último dos bandoleiros -  - 6ª Edição
- 2015 - Marangatu – dois mitos guaranis - Editora Cortêz, São Paulo/SP – 1ª edição,
- 2016 - Silvino Jacques: o último dos bandoleiros - 7ª Edição
- 2017 - O maior tesouro das Américas – em Volta Grande no Canyon do rio Uruguai - Ed.Independente, Dourados/MS
- 2019 - Silvino Jacques: o último dos bandoleiros - Ed. Brazil Publishing, Dourados/MS - 8ª Edição
- 2019 - A sombra do véu: o poder da oração de uma mãe - Ed. Brazil Publishing, Dourados/MS.